# Evildead
Evildead é uma banda de thrash metal estadunidense composta por membros de duas outras bandas, Agent Steel e Abbatoir.

## História
Evildead foi formado em 1987 depois que o guitarrista Juan Garcia e o baixista Mel Sanchez deixaram o Agent Steel com a intenção de fazer músicas mais thrash metal do que as da banda antiga, que possuía um som mais speed metal. A banda seguiu o estilo do Vio-lence/Sacred Reich com letras que exploravam temas políticos, sociais, horror a guerra nuclear. Eles pegaram o nome do filme de terrorThe Evil Dead de Sam Raimi.
Em 2020, após 29 anos de seu último álbum, a banda lança United States of Anarchy, através da gravadora SPV Steamhammer.

## Integrantes
Última formação
- Juan Garcia - guitarra (1987-1995, 2008-2012)
- Albert Gonzales - guitarra (1987-1989, 2010-2012)
- Mel Sanchez - baixo (1987-1990, 1993-1995, 2008-2012)
- Rob Alaniz - bateria (1987-1990, 2008-2012)
- Steve Nelson - vocal (1993-1995, 2010-2012)

Membros antigos
- Phil Flores - vocal (1987-1993)
- Mark Caro - guitarra (1987, 2008-2009)
- Dan Roe - guitarra (1989-1990)
- Karlos Medina - baixo (1990-1993)
- Doug "The Claw" Clawson - bateria (1990-1991)
- Dan Flores - guitarra (1990-1995)
- Joe Montelongo - bateria (1991-1993)
- Jon Dette - bateria (1993-1994)
- Eddie Livingston - bateria (1994-1996)
- Chris Maleki - vocal (2008-2009)

## Discografia

### Álbuns de estúdio
- Annihilation of Civilization (1989)
- The Underworld (1991)
- United States of Anarchy (2020)

### Álbuns ao vivo
- Live ....From The Depths of The Underworld (1992)

### EP
- Rise Above (1989)